# Linea 10 (metropolitana di Madrid)
La linea 10 della metropolitana di Madrid collega la stazione di Hospital Infanta Sofía, nel comune di San Sebastián de los Reyes, con quella di Puerta del Sur, nel comunce di Alcorcón. È l'unica linea della rete che ha entrambi i capolinea al di fuori del territorio della città di Madrid. È la terza linea per numero di stazione, dopo la linea 1 e la linea 5, con 31 stazioni; è inoltre la terza linea per estensione, dopo la linea 12 e la linea 9, con 36,514 km di lunghezza.
La linea rappresenta una connessione rapida tra tutte le varie linee, fatta eccezione per la linea 11. La linea inizia il suo percorso nel comune di Alcorcón attraversa la capitale e termina il suo percorso nel comune di San Sebastián de los Reyes. La linea è divisa in due sezioni indipendenti nella stazione di Tres Olivos, dove c'è una binario centrale in cui è necessario cambiare il treno. Infatti in questa stazione bisogna effettuare un cambio di treno per poter continuare sia in direzione di Puerta del Sur che in direzione di Hospital Infanta Sofía e a questa stazione corrisponde un cambio di tariffa.
È indicata con il colore blu.
La sua inaugurazione risale al 1º febbraio 1961 e l'ultimo prolungamento al 26 aprile 2007.

## Storia

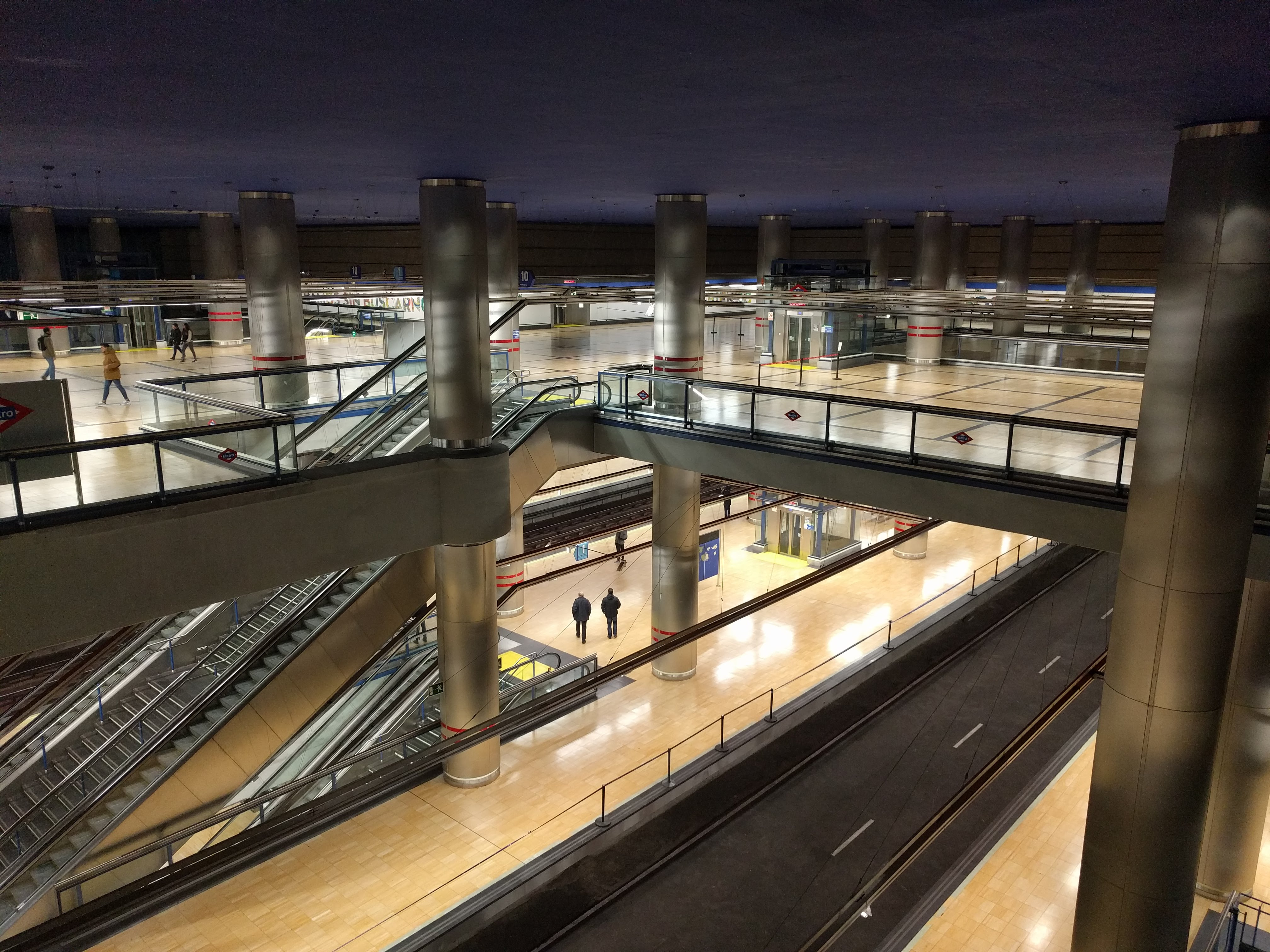
Uno dei livello della stazione di Chamartín

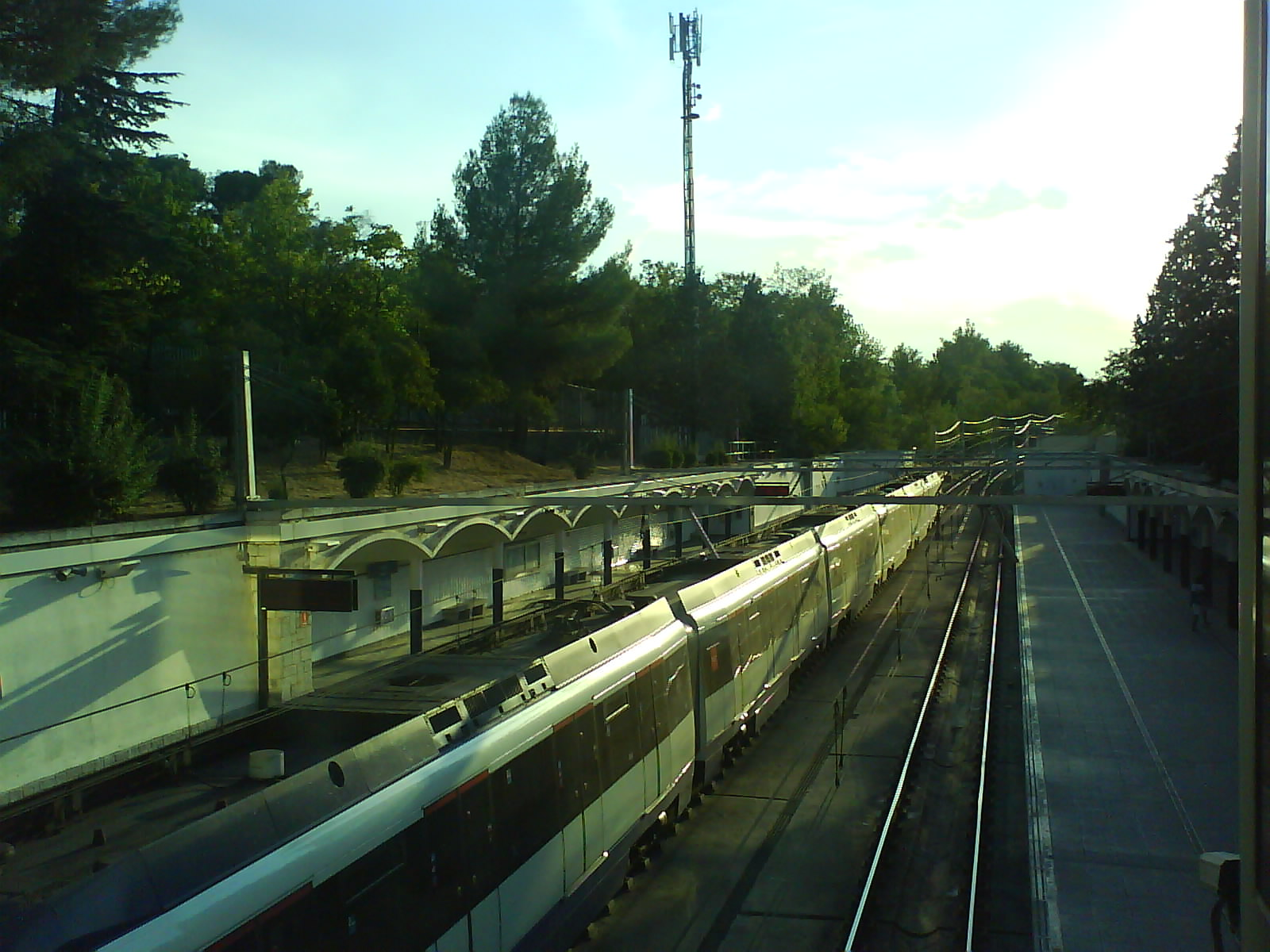
Uno dei treni della serie 7000 usati sulla linea

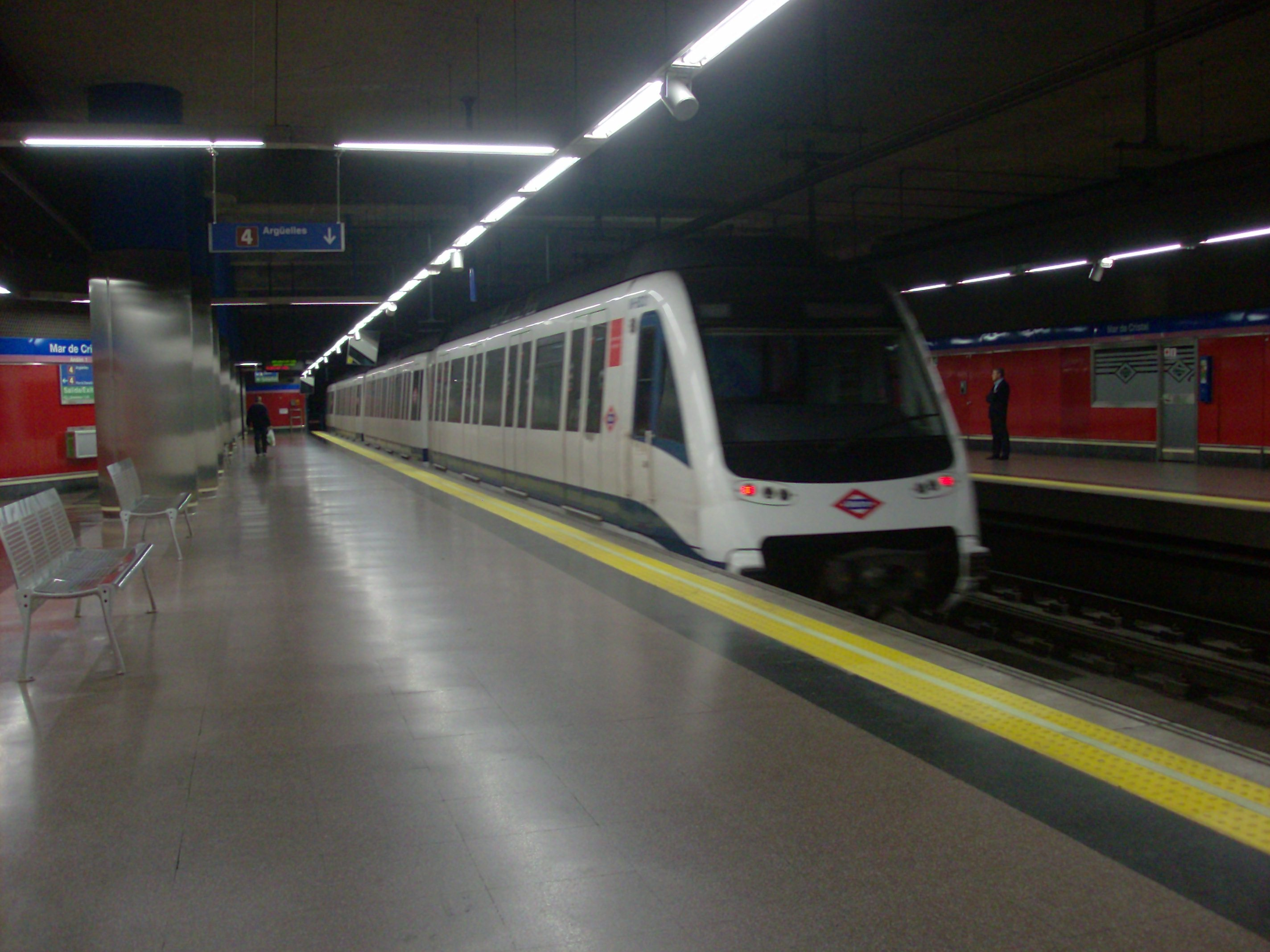
Uno dei treni della serie 8000 usati sulla linea

### L'inaugurazione
La linea fu inaugurata il 4 febbraio 1961 con un percorso che corrisponde attualmente a quello che oggi è il tratto tra le stazioni di Plaza de España e Casa de Campo (senza quest'ultima stazione, che fu inaugurata nel 2002 e quella di Príncipe Pío inaugurata nel 1996) e la sezione tra le stazioni di Casa de Campo  e Carabanchel (sezione che originariamente faceva parte della linea 10, ma che fu poi incorporato alla linea 5). All'inizio era l'unica linea gestita un'azienda diversa dalla Metro, dal momento che era stata costruita e gestita da una ditta statale, chiamata Sociedad Nacional de Ferrocarril Suburbano de Carabanchel, chiamata anche semplicemente Suburban.

### Gli anni ottanta e novanta
Nel 1981 la linea fu prolungata da Plaza de España fino alla stazione Alonso Martinez. Nello stesso anno la gestione della linea passò alla Metro e la linea prese la numerazione 10.
Nel 1996, a seguito dell'inaugurazione nel 1995 dell'ultimo tratto della linea 6, fu integrata alla linea la stazione Príncipe Pío, iniziando anche un processo di recupero e di restauro dell'antica stazione Norte, che rappresenta oggigiorno un punto di notevole importante per il trasporto cittadino e regionale.
Nel 1998 viene aperto il prolungamento da Alonso Martinez a Nuevos Ministerios, e successivamente fino a Fuencarral includendo all'interno della linea 10 la vecchia tratta della linea 8, che andò scomparendo come numerazione all'interno del sistema metropolitana madrileno fino all'inaugurazione della nuova linea 8 che oggi raggiunge l'Aeroporto di Madrid-Barajas.

### Gli anni duemila
Nell'ottobre 2002 il tratto della linea tra Aluche e Casa de Campo venne inglobato alla linea 5, spostando di conseguenza il capolinea della linea 10 alla stazione di Colonia Jardín. Quello stesso anno la linea rimase chiusa per lavori di cambio dei binari in quanto vennero sostituiti i treni utilizzati sulla linea: si passò dai treni della serie 2000 ai treni della serie 7000 e 9000.
Nell'aprile 2003 diventa la seconda linea dopo la linea 9 ad uscire dai confini del comune di Madrid, con l'apertura nel comune di Alcorcón della stazione Puerta del Sur, diventando così anche l'unico interscambio con la linea 12.
Il 22 dicembre 2006 venne aperta la stazione di Aviación Española tra le stazioni di Cuatro Vientos e di Colonia Jardín; per poter permettere la costruzione della stazione il servizio venne interrotto tra le due stazioni.
Il 27 aprile 2007 venne aperto il prolungamento verso nord della linea consistente nella nuova stazione di Tres Olivos e del tratto tra questa fermata e Hospital Infanta Sofía. Il prolungamento ha avuto un costo di 784,5 milione di euro.

### Gli anni 2010
Tra il giugno 2014 e il 1 settembre 2014 vennero realizzati lavori di miglioria tra le stazioni di Colonia Jardín e Puerta del Sur con la conseguente chiusura delle stazioni che rientravano in quel tratto. I lavori, dal costo di 12,5 milioni di euro, sono consistiti nel cambio delle componenti della circolazioni dei treni e hanno permesso di aumentare la velocità dei medesimi passando da 30 km orari a 70 km orari.
Tra il 8 agosto e il 25 agosto 2015 continuarono i lavori già iniziati nell'estate del 2014. In questa seconda fase la linea venne chiusa tra le stazioni di Plaza de España e Batán.

## Materiale rotabile
La linea 10 iniziò a utilizzare treni della serie 2000 e ciò restò tale fino al 2002 anno in cui la linea rimase chiusa per lavori di cambio dei binari. Tali lavori portarono ad un cambio dei treni. Si passò dall'utilizzo treni della serie 2000 ai treni della serie 7000, vengono però anche utilizzati treni 9000 e 9400. Nel tratto tra le stazioni di Tres Olivos e Hospital Infanta Sofía prestano servizio treni della serie 9700 (treni dalla serie 9000 ma composti da 3 vagoni). Inoltre sull'intera linea sono in circolazione anche treni facenti parte della serie 8000.

## Stazioni
Accanto a ogni stazione presente nella tabella sono indicati i servizi presenti e gli eventuali interscambi; tutte le stazioni sono dotate di accessi per disabili.
| Unknown route-map component "utHSTACC" |

| Unknown route-map component "utHSTACC" |

| Unknown route-map component "utHSTACC" |

| Urban tunnel stop on track |

## Servizi

### Orari
Il servizio inizia, su tutte le linee, alle 6:05 e termina all'1:30

### Accessibilità
Non tutte le stazioni della metropolitana madrilena permettono un facile accesso alle persone con disabilità motoria Sulle 31 stazioni di cui è composta la linea 23 sono accessibili alle persone con disabilità motoria.